# A4 (التصنيف)
A4 هو تصنيف رياضي للمبتورين يستخدمه المنظمة الدولية للرياضة للمعاقين (ISOD). للأشخاص الذين يعانون من بتر مكتسب أو خلقي. الأشخاص في هذه الفئة لديهم ساق مبتورة أسفل الركبة. وتؤثر بتر أطرافهم على أدائهم الرياضي، بما في ذلك مشاكل التوازن، وزيادة تكاليف الطاقة، وارتفاع معدلات استهلاك الأكسجين، ومشاكل في مشيهم. الرياضات التي يحق للأشخاص في هذه الفئة المشاركة فيها تشمل ألعاب القوى والسباحة وكرة الطائرة الجالسة والرماية ورفع الأثقال وكرة السلة على الكراسي المتحركة وكرة السلة للمبتورين وكرة القدم للمبتورين وكرة العشب وكرة المقعدة.

## تعريف

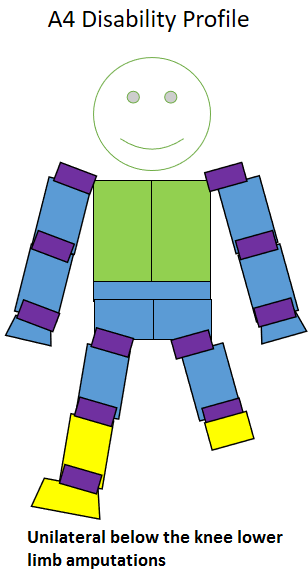
نوع البتر للرياضيين المصنفين A4.

هذه الفئة مخصصة للأشخاص الذين بترت إحدى ساقيهم أسفل الركبة. يُختصر هذا التصنيف أحيانًا إلى B/K. في المنافسة في الرياضات الأخرى، قد يكون لهذه الفئة اسم مختلف:
| فصل | اختصار | ألعاب القوى   | ركوب الدراجات | التزحلق | سباحة | تصنيفات مماثلة في الرياضات الأخرى | مرجع                                                    |
| --- | ------ | ------------- | ------------- | ------- | ----- | --- | ------------------------------------------------------- |
| أ4  | ب/ك    | ت44، ف44، ت54 | LC2، LC3      | ل.و 4   | س10   | كرة السلة للمبتورين: مفتوحة. كرة القدم للمبتورين: لاعب ميداني. البولينج على العشب: LB2. كرة الطائرة جالسة: مفتوحة. سيتزبول: مفتوح. البولينج ذو العشرة دبابيس: TPB8، TPB9. كرة السلة على الكراسي المتحركة: لاعب 4 نقاط ، لاعب 4.5 نقطة. | [ 3 ] [ 4 ] [ 5 ] [ 6 ] [ 7 ] [ 8 ] [ 9 ] [ 10 ] [ 11 ] |

## الأداء وعلم وظائف الأعضاء
يمكن لطبيعة بتر الشخص في هذه الفئة أن تؤثر على وظائفه الفسيولوجية وأدائه الرياضي. نظرًا لاحتمالية حدوث مشكلات في التوازن مرتبطة بالبتر، يٍُشجع مبتوري الأطراف أثناء تدريبات رفع الأثقال على استخدام مراقب عند رفع أكثر من 15 رطل (6.8 كـغ). تؤثر بتر الأطراف السفلية على تكلفة الطاقة التي يحتاجها الشخص للتحرك. للحفاظ على معدل استهلاكهم للأكسجين مماثلاً للأشخاص الذين ليس لديهم بتر في الأطراف السفلية، فإنهم يحتاجون إلى المشي بشكل أبطأ. يستخدم الأشخاص في هذه الفئة حوالي 7% من الأكسجين للمشي أو الجري لنفس المسافة التي يقطعها شخص ليس لديه بتر في أحد أطرافه السفلية.
قد يعاني الأشخاص في هذه الفئة من عدد من المشاكل في مشيهم. هناك عدد من الأسباب المختلفة لهذه المشكلات، وطرق مقترحة لتعديلها. بالنسب ، فقد يكون السبب هو ذراع الكعب المفرط. يمكن إصلاح ذلك عن طريق إعادة محاذاة القدم الاصطناعية. بالنسبة لحركات الركبة المتشنجة، قد يكون السبب هو وجود تجويف فضفاض في الركبة أو تعليق غير مناسب. في هذه الحالة، قد تكون هناك حاجة إلى استبدال المقبس أو قد تكون هناك حاجة إلى إعادة محاذاة الطرف الاصطناعي. إذا كان اتصال الكعب لديهم مطولًا، فقد يكون السبب هو وجود مشاكل في ذراع الكعب في الطرف الاصطناعي أو تآكل الكعب. تُصلح هذه المشاكل عن طريق زيادة صلابة الكعب أو إعادة محاذاة الطرف الاصطناعي. في بعض الحالات، يعد إطالة ملامسة الكعب أو بقاء الركبتين ممدودتين بالكامل مشكلة في التدريب على كيفية استخدام الطرف الاصطناعي. قد تكون هناك مشكلة أخرى وهي مقاومة القدم. يمكن أن يحدث هذا بسبب طرف اصطناعي غير مناسب ويمكن إصلاحه عن طريق تقصير طول الطرف الاصطناعي. قد يكون لدى بعض الأشخاص في هذه الفئة خطوات غير متساوية الطول. يمكن أن يكون هذا نتيجة لمشاكل في ثني الورك أو عدم الأمان أثناء المشي. يُعالج كلا منهما عن طريق العلاج الطبيعي.

## الحوكمة
أُنشئ هذا التصنيف بواسطة ISOD، وأُعتمدت النسخة الحالية في عام 1992 ثم عُدلت في عام 1993. أُنشئ IWAS بعد اندماج ISOD والاتحاد الدولي لألعاب ستوك ماندفيل (ISMGF) في عام 2005. وبعد ذلك، أصبحت IWAS هي الهيئة الحاكمة لتصنيف بعض الرياضات التي يمارسها الأشخاص الذين يعانون من بتر الأطراف.

## الرياضة

### ألعاب القوى
بالنسبة لمسابقات ألعاب القوى التي تستخدم نظام تصنيف ألعاب القوى IPC، تتنافس هذه الفئة في T44 وF44. في الخماسي الحديث، يتنافسون في P44. طول الساق للأشخاص في هذه الفئة ليس موحدًا، حيث يكون لدى المتنافسين أطوال مختلفة للساق أسفل الركبة. يستخدم الأشخاص في هذه الفئة أطرافًا اصطناعية عند التنافس في ألعاب القوى. يتكون من ثلاثة أجزاء: المقبس، والساق، والقاعدة. يمكن للأشخاص في هذه الفئة استخدام كتل البداية القياسية لأن بترهم يسمح عمومًا باستخدام وضع بداية قياسي. يساعد استخدام ساق اصطناعية مصنوعة خصيصًا من ألياف الكربون العدائين في هذه الفئة على خفض معدل ضربات القلب مقارنة باستخدام ساق اصطناعية غير مصممة للجري. يمكن أن يكون لدى العدائين في هذه الفئة تكاليف أيضية أقل مقارنة بالعدائين النخبة على مسافات متوسطة وطويلة.
داخل الفصل، لا يؤثر طول الساق على المسافة التي يستطيع لاعبو القفز الطويل الذكور القفز بها. أُجريت دراسة لمقارنة أداء المتنافسين في ألعاب القوى في دورة الألعاب البارالمبية الصيفية عام 1984. ووجد أنه لا يوجد فرق كبير في الأداء في الأوقات بين النساء في A3 و A4 في الرمح، والنساء في A2 و A3 و A4 في الوثب الطويل، والرجال في A3 و A4 و A5 و A6 و A7 و A8 و A9 في القرص، والرجال في A2 و A3 و A4 في القرص، والرجال في A1 و A2 و A3 و A4 و A5 و A6 و A7 و A8 و A9 في الرمح، والرجال في A2 و A3 و A4 في الرمح، والرجال في A2 و A3 و A4 في دفع الجلة، والرجال في A2 و A3 و A4 في الوثب العالي، والرجال في A4 و A5 و A6 في الوثب العالي، والرجال في A1 و A2 و A3 و A4 في سباق 400 متر.
تاريخيًا، بسبب انخفاض معدلات المشاركة في سباقات الرجال T43، دمج الفئة مع فئة T44. أطلق على الفئة المشتركة آنذاك اسم T44، وكانت تشمل مبتوري الأطراف من أسفل الركبة بشكل مفرد ومزدوجي. كان هناك جهد في عام 2008 لتجنب حدوث ذلك بسبب الاعتقاد بأن مبتوري الأطراف أسفل الركبة يتمتعون بميزة تنافسية مقارنة بمبتوري الأطراف أسفل الركبة مرة واحدة. وقد أكدت الأبحاث اللاحقة المتعلقة بنتائج الرجال في دورة الألعاب البارالمبية الصيفية 2012 في لندن أن هذا هو الحال بالنسبة لكل من سباق 200 متر و400 متر.

### كرة السلة

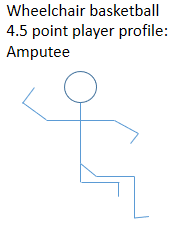
ملف تعريف لاعب كرة السلة على الكراسي المتحركة من نوع البتر

في كرة السلة على الكراسي المتحركة، يميل الرياضيون في هذه الفئة إلى أن يُصنفوا كلاعبين بأربع نقاط أو لاعبين بأربعة ونصف نقطة. تعتمد نقطة القطع بين الفئتين عمومًا على موقع البتر. الأشخاص الذين لديهم بتر أطول من 2/3 من طول فخذهم هم عادة لاعبون بـ 4.5 نقطة. اللاعبون الذين لديهم بتر أقصر هم لاعبون بأربع نقاط. في كرة السلة على الكراسي المتحركة، قد يواجه لاعبو A4 مشاكل في التحكم في حركاتهم الجانبية. على الرغم من أن لعبة كرة السلة على الكراسي المتحركة كانت موجودة منذ الألعاب البارالمبية الأولى، فقد سُمح للاعبين مبتوري الأطراف من هذه الفئة لأول مرة بالتصنيف والمشاركة دوليًا في عام 1983 بعد إنشاء نظام تصنيف وظيفي في كولونيا بألمانيا بواسطة هورست ستروخكيندل. تنافس اللاعبون من هذه الفئة لأول مرة في بطولة الكأس الذهبية عام 1983.
هناك نوع مختلف من كرة السلة يسمى كرة السلة للمبتورين. ويستخدم نظام تصنيف ISOD فيما يتعلق بمن هو مؤهل للمشاركة، ولكنه مفتوح من حيث جميع الفئات المؤهلة، بما في ذلك هذه الفئة، التي يمكنها اللعب. لا يوجد نظام نقاط لمن يُسمح له بالتواجد على أرض الملعب في أي وقت محدد كما هو الحال في كرة السلة على الكراسي المتحركة.

### ركوب الدراجات
يميل الأشخاص في هذه الفئة إلى أن يُصنفوا في أحداث ركوب الدراجات على أنهم LC2 أو LC3. LC2 مخصص لراكبي الدراجات الذين يعانون من إعاقة في ساق واحدة ولكنهم يستطيعون الدواسة بشكل طبيعي. LC3 مخصص لراكبي الدراجات الذين يعانون من إعاقة في ساق واحدة، والذين لا يستطيعون الدواسة بشكل طبيعي. يمكنهم عمومًا الدواسة بساق واحدة فقط.

### كرة القدم
ومن بين الرياضات المتاحة للأشخاص في هذه الفئة هي كرة القدم للمبتورين. هناك نوعان من اللعبة، أحدهما به 4 لاعبين في كل جانب والآخر به 7 لاعبين في كل جانب. في كلا المتغيرين، يجب أن يكون اللاعبون A2 وA4 لاعبين ميدانيين بينما يجب أن يكون اللاعبون A6 وA8 حراس مرمى. في النسخة المكونة من 4 أشخاص، هناك نصفين مدة كل منهما 15 دقيقة. في النسخة المكونة من 7 أشخاص، هناك نصفين مدة كل منهما 25 دقيقة. لا يمكن للاعبين في هذه الفئة استخدام جذوعهم المتبقية لركل الكرة لأن ذلك سيعطيهم ميزة غير عادلة.

### التزحلق
كانت هذه الفئة من بين الفئات الأولى التي شاركت في التزلج على جبال الألب. في وقت مبكر من تاريخ الرياضة، لم يستخدم المتزلجون في هذه الفئة أرجلًا اصطناعية. يُصنف الأشخاص في هذه الفئة حاليًا على أنهم LW4.

### سباحة
يحق للأشخاص الذين يعانون من بتر الأطراف التنافس في السباحة في الألعاب البارالمبية. يمكن العثور على السباحين A4 في عدة فئات. وتشمل هذه S10. قبل تسعينيات القرن العشرين، كانت تُجمع هذه الفئة غالبًا مع فئات أخرى من مبتوري الأطراف في مسابقات السباحة، بما في ذلك الألعاب البارالمبية. نظرًا لوجود ساق واحدة فقط لديهم، فإن المساحة المتوفرة لهم على كتلة بداية السباحة أقل. يمكن أن تجعل مشكلات التوازن المرتبطة بهذا الأمر من الصعب استخدام وضع البداية التقليدي لدخول الماء. يتمتع السباحون في هذه الفئة بطول ضربة ومعدل ضربة مماثل للسباحين الأصحاء.
وجدت دراسة قارنت أداء المتسابقين في السباحة في دورة الألعاب البارالمبية الصيفية عام 1984 أنه لم يكن هناك فرق كبير في الأداء في الأوقات بين النساء في A4 و A5 و A6 في سباق 100 متر سباحة حرة، والرجال في A4 و A5 في سباق 100 متر سباحة حرة، والرجال والنساء في A2 و A3 و A4 في سباق الفراشة 25 مترًا، والنساء في A4 و A5 و A6 في سباق 4 × 50 مترًا فردي متنوع، والرجال والنساء في A4 و A5 و A6 في سباق 100 متر سباحة ظهر.

### رياضات أخرى
تشمل الرياضات الأخرى التي يحق للأشخاص في هذه الفئة التنافس فيها الكرة الطائرة جالسة، والرماية، ورفع الأثقال وفي كل من الرماية والكرة الطائرة جالسة، تنافست فئات مختلفة من مبتوري الأطراف تاريخيًا ضد بعضهم البعض كفئة واحدة للأشخاص الذين يعانون من بتر الأطراف أو الأشخاص الذين لديهم مستوى إعاقة بسيط. في حالة رفع الأثقال، يُجمع مبتوري الأطراف معًا بشكل تقليدي، مع تقسيمهم على أساس الوزن بدلاً من ذلك. الرياضة الأخرى المفتوحة للأشخاص في هذه الفئة هي لعبة البولينج. يمكن تصنيف المنافسين A4 على أنهم LB2. هذه فئة قائمة. تتوفر أيضًا لعبة البولينج ذات العشرة دبابيس للأشخاص في هذه الفئة. يتنافسون في فئة TPB8 وفئة TPB9. تعتبر لعبة Sitzball، وهي اللعبة السابقة للكرة الطائرة الجالسة، خيارًا آخر. إنها مفتوحة للاعبين المصنفين من A1 إلى A9 بالإضافة إلى أي شخص قد يُصنف على أنه "الآخرون" أو الذين لديهم بتر أقل مما قد يؤهلهم لتصنيف ISOD. لا يُسمح للأشخاص الذين يعانون من إصابات في النخاع الشوكي بالدخول إليه. اللعب مفتوح، ولا توجد متطلبات فيما يتعلق بأنواع الإعاقات الموجودة في الملعب في أي وقت. التجديف هو رياضة أخرى متاحة للأشخاص الذين يعانون من بتر الأطراف. في عام 1991، أُنشئ أول نظام تصنيف للتجديف التكيفي مقبول دوليًا ووضع موضع الاستخدام. صُنف الأشخاص من هذه الفئة في البداية على أنهم A1 للأشخاص الذين يعانون من بتر أحد الأطراف.

## تصبح مصنفة
يعتمد التصنيف غالبًا على الطبيعة التشريحية للبتر. يأخذ نظام التصنيف عدة أمور في الاعتبار عند وضع الأشخاص في هذه الفئة. وتشمل هذه الأطراف المتأثرة، وعدد الأطراف المتأثرة، وكم من الطرف المفقود.
بالنسبة لهذه الفئة، يتضمن التصنيف عمومًا أربع مراحل. المرحلة الأولى للتصنيف هي الفحص الصحي. بالنسبة لمبتوري الأطراف، يُفحصون عادةً في الموقع في منشأة تدريب رياضي أو مسابقة. المرحلة الثانية هي الملاحظة في الممارسة، والمرحلة الثالثة هي الملاحظة في المنافسة والمرحلة الأخيرة هي تعيين الرياضي إلى فئة ذات صلة. في بعض الأحيان قد لا يجري الفحص الصحي في الموقع لأن طبيعة البتر قد تسبب تغييرات غير مرئية جسديًا في الجسم. ينطبق هذا بشكل خاص على مبتوري الأطراف السفلية حيث يتعلق الأمر بكيفية محاذاة أطرافهم مع الوركين والتأثير الذي يحدثه ذلك على العمود الفقري وكيفية وضع جمجمتهم على العمود الفقري.
خلال مرحلة الملاحظة التي تتضمن التدريب أو التدريب على ألعاب القوى، قد يُطلب من الرياضيين في هذه الفئة إظهار مهاراتهم في ألعاب القوى، مثل الجري أو القفز أو الرمي. و يحصل بعد ذلك اتخاذ القرار بشأن التصنيف الذي ينبغي للرياضي أن يتنافس فيه. قد تكون التصنيفات في حالة مؤكدة أو مراجعة. بالنسبة للرياضيين الذين لا يستطيعون الوصول إلى لوحة التصنيف الكاملة، يتوفر التصنيف المؤقت؛ وهو تصنيف مراجعة مؤقت، ويعتبر مؤشرًا للفئة فقط، ويُستخدم عمومًا فقط في المستويات الأدنى من المنافسة.
بالنسبة لكرة السلة على الكراسي المتحركة، فإن جزءًا من عملية التصنيف يتضمن مراقبة اللاعب أثناء التدريب أو التمرين. يتضمن هذا غالبًا مراقبتهم وهم يتنافسون واحدًا تلو الآخر ضد شخص من المحتمل أن يكون في نفس الفئة التي سيصنف اللاعب فيها.